# Máy in Game Boy

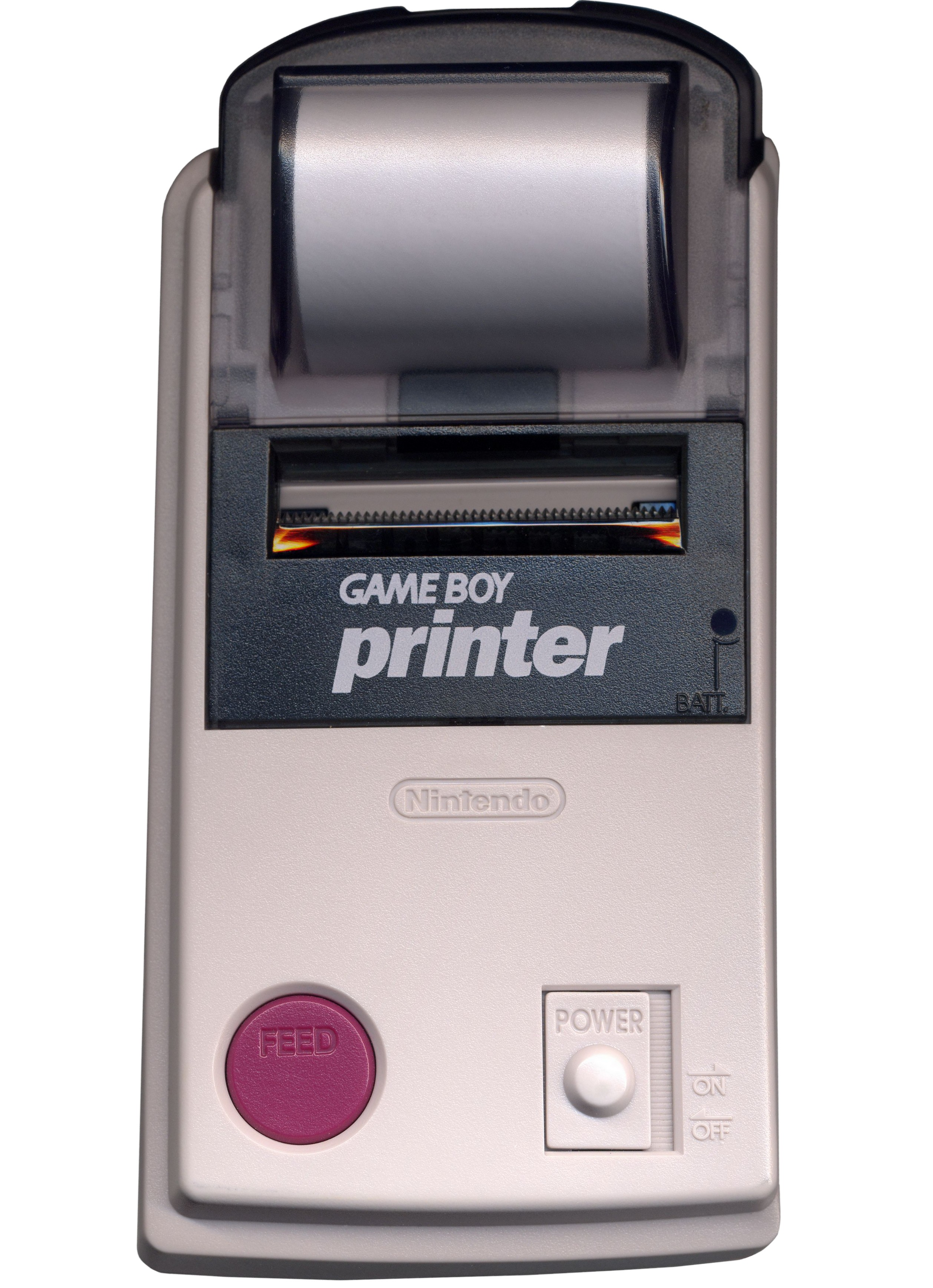
Máy in Game Boy

Máy in Game Boy, còn gọi là Pocket Printer ở Nhật Bản, là một phụ kiện máy in nhiệt do Nintendo phát hành năm 1998, và đã ngừng sản xuất vào đầu năm 2003. Máy in Game Boy tương thích với tất cả các hệ máy Game Boy ngoại trừ Game Boy Micro và được thiết kế để sử dụng cùng với Máy ảnh Game Boy. Máy cũng có thể in hình ảnh từ các trò chơi Game Boy và Game Boy Color thế hệ sau (liệt kê bên dưới). Máy chạy bằng sáu pin AA và sử dụng một cuộn giấy in nhiệt khổ  rộng 3.8 cm có lớp keo dính. Máy có màu trắng, đỏ, vàng và xanh. Tại Nhật Bản, máy phát hành thêm phiên bản Pokémon màu vàng, có nút nguồn theo phong cách Poké Ball.

## Trò chơi hỗ trợ Game Boy Printer
| - Alice in Wonderland - Asteroids - Austin Powers: Oh, Behave! - Austin Powers: Welcome to My Underground Lair! - Cardcaptor Sakura: Itsumo Sakura-chan to Issho! - Cardcaptor Sakura: Tomoe Shōgakkō Daiundōkai - Disney's Dinosaur - Disney's Tarzan - Donkey Kong Country - E.T.: Digital Companion - Fisher-Price Rescue Heroes: Fire Frenzy - Game Boy Camera - Harvest Moon 2 - Kakurenbo Battle Monster Tactics - Klax - The Legend of Zelda: Link's Awakening DX - The Little Mermaid 2: Pinball Frenzy - Little Nicky - Logical | - Magical Drop - Mary-Kate and Ashley Pocket Planner - Mickey's Racing Adventure - Mickey's Speedway USA - Mission: Impossible - NFL Blitz - Perfect Dark - Pokémon Crystal - Pokémon Gold và Silver (trừ bản Hàn Quốc) - Pokémon Pinball - Pokémon Trading Card Game - Pokémon Card GB2: Great Rocket-Dan Sanjō! - Pokémon Yellow: Special Pikachu Edition - Puzzled - Quest for Camelot - Roadsters - Super Mario Bros. Deluxe - Tony Hawk's Pro Skater 2 - Trade & Battle: Card Hero |

## Giấy in nhiệt Game Boy
| Chiều rộng           | Đường kính trục lăn                   | Đường kính lõi trục giữa | Độ dài mở ra                          |
| -------------------- | ------------------------------------- | ------------------------ | ------------------------------------- |
| 38.0 mm 1.5.0 inches | 29.5 tới 30.0 mm 1.16 tới 1.18 inches | 12.0 mm 0.47 inches      | 390.0 - 400.0 cm 153.5 - 157.5 inches |

Phát hành cùng lúc với Máy in Game Boy năm 1998, các cuộn giấy in nhiệt do Nintendo sản xuất có các biến thể màu trắng, kem, xanh lam, vàng và đỏ, tất cả đều tích hợp lớp nền dính. Chúng có chiều rộng 38mm và đường kính 30mm, với trục giữa bằng bìa cứng màu đỏ có đường kính 12mm. Một cuộn cơ bản có chiều dài 390–400 cm. Sau khi bật nguồn máy in, một kẹp ở phía sau của hộp nạp mực màu xám mờ sẽ bị tụt xuống để có thể nhấc lên. Lắp ngược cuộn giấy nhiệt vào máy, phần đầu hướng xuống dưới và kéo giấy ra ngoài một khe mỏng. Sau đó, nhấn giữ nút 'FEED' màu hạt dẻ, thao tác này sẽ kích hoạt động cơ hút và kéo giấy qua khe thoát bên trên logo máy in. Khe này có sẵn một lưỡi cắt, các bản in thành phẩm sẽ được xé theo kiểu zig-zag. Việc cố tình kéo giấy đối diện với hướng nạp giấy sẽ làm cho bánh răng bên trong cơ cấu nạp bị hỏng.
Khi ảnh in ra từ Máy ảnh Game Boy, nó sẽ cách lề trên và dưới khoảng 5mm và có chiều cao 23mm. Nghĩa là tổng chiều cao bức ảnh luôn là 33mm. Mặc dù quảng cáo ghi trên hộp  là mỗi cuộn in được 180 hình, nhưng trên thực tế một cuộn chỉ có thể in từ 118 đến 121 hình.
Giấy có bán chính thức trên Nintendo e-Shop (dưới dạng bộ ba cuộn màu xanh lam, kem và trắng) cho đến năm 2007, nhưng hiện rất khó tìm giấy in nhiệt chính hãng ghi thương hiệu Game Boy. Ngay cả những cuộn giấy chính hãng mới tinh còn nguyên niêm phong, chưa mở ra, cũng sẽ bị cũng hư hại nhanh sau khi mở ra (nếu chúng được bảo quản đúng cách và niêm phong của chúng không bị hỏng). Tuy nhiên, hầu hết đều bị hư hại trong quá trình bảo quản do phản ứng hóa học giữa giấy in nhiệt và lớp keo dính. Do tính chất độc quyền của lớp keo dán, giấy in nhiệt thay thế có thể dính vào các bề mặt sau khi in (các nhãn hiệu như 'MAXStick') rất đắt tiền.
Thay vào đó, các cuộn giấy nhiệt có thể thay bằng giấy khổ 38mm x 4m, có hoặc không có lõi trục, mà không ảnh hưởng đến máy in. Các cuộn giấy đó cũng tương thích với một số máy in cầm tay, chẳng hạn như Canon TP-8, Texas Instruments 5000–2008, Sharp 8180 và Casio FX-802. Ngoài ra, các cuộn khổ rộng hơn (chẳng hạn như 57mm x 30mm x 12,7mm) có thể cắt đi thành khổ 38mm và hoạt động mà không gặp vấn đề gì.
Tuy nhiên, xin lưu ý rằng do những hạn chế vốn có của giấy nhiệt, ảnh in trên giấy nhiệt sẽ bị phai màu theo thời gian (điều này phụ thuộc nhiều vào loại giấy nhiệt được sử dụng, ngắn nhất là vài tháng hoặc vài năm) cho đến khi tờ giấy gần như trắng. Giấy ở trạng thái này vẫn có thể tái sử dụng, miễn là chiều dài của dải giấy đủ dài để có thể gắn vào máy.

## Giao thức máy in Game Boy
Giao tiếp giữa Game Boy và Máy in Game Boy thông qua một liên kết nối tiếp đơn giản. Đồng hồ nối tiếp (do Game Boy cung cấp cho máy in), đầu ra dữ liệu nối tiếp (từ Game Boy đến máy in) cũng như đầu vào dữ liệu nối tiếp (từ máy in đến Game Boy). Game Boy gửi một gói tín hiệu đến máy in, máy in sẽ phản hồi lại bằng một xác nhận cũng như mã trạng thái.

### Định dạng gói
Giao tiếp thông qua Game Boy sẽ gửi đến máy in một cấu trúc gói đơn giản như bảng dưới đây. Nói chung, giữa "sync_word" đầu tiên cho đến khi tổng kiểm tra là Game Boy giao tiếp với máy in. Hai byte cuối cùng của gói tin là để máy in xác nhận và hiển thị mã trạng thái hiện tại của nó.
| Vị trí Byte  | 0         | 1         | 2            | 3            | 4               | 5               | 6 + X        | 6 + X + 1    | 6 + X + 2    | 6 + X + 3 | 6 + X + 4    |
| ------------ | --------- | --------- | ------------ | ------------ | --------------- | --------------- | ------------ | ------------ | ------------ | --------- | ------------ |
| Kích thước   | 2 byte    | 2 byte    | 1 byte       | 1 byte       | 1 byte          | 1 byte          | Biến đổi     | 2 byte       | 2 byte       | 1 byte    | 1 byte       |
| Sự miêu tả   | SYNC_WORD | SYNC_WORD | CHỈ HUY      | NÉN          | DATA_LENGTH (X) | DATA_LENGTH (X) | Khối hàng    | CHECKSUM     | CHECKSUM     | ACK       | TRẠNG THÁI   |
| GB ĐỂ MÁY IN | 0x88      | 0x33      | Xem bên dưới | Xem bên dưới | Byte thấp       | Byte cao        | Xem bên dưới | Xem bên dưới | Xem bên dưới | 0x00      | 0x00         |
| MÁY IN TO GB | 0x00      | 0x00      | 0x00         | 0x00         | 0x00            | 0x00            | 0x00         | 0x00         | 0x00         | 0x81      | Xem bên dưới |

- Lệnh có thể là Khởi tạo (0x01), Dữ liệu (0x04), In (0x02) hoặc Yêu cầu (0x0F).
- Kích thước số lượng byte tải trọng phụ thuộc vào giá trị của trường `DATA_LENGTH`.
- Trường nén là một chỉ báo nén. Không nén = 0x00
- Checksum là tổng số byte đơn giản trong lệnh, độ dài dữ liệu và trọng tải dữ liệu.
- Byte trạng thái là một bit-field byte biểu thị các trạng thái khác nhau của chính máy in. (ví dụ Nếu nó vẫn đang in)

### Lệnh

#### Khởi tạo (0x01)
- Kích thước tải trọng điển hình = 0

Gói này được gửi mà không có tải dữ liệu. Nó báo hiệu cho máy in để xóa cài đặt và chuẩn bị cho lần tải dữ liệu đầu tiên.

#### Dữ liệu (0x04)
- Kích thước tải trọng điển hình = 640

Gói dữ liệu dùng để truyền dữ liệu hình ảnh vào bộ đệm dữ liệu của máy in. Kích thước điển hình của tải trọng dữ liệu là 640 byte vì nó có thể lưu trữ hai hàng có thể in được của 20 ô Game Boy tiêu chuẩn (2 bit màu trong lưới 8x8 pixel), trong đó ô Game Boy chiếm 16 byte.

#### In (0x02)
- Kích thước tải trọng điển hình = 4

Thao tác này ra lệnh cho máy in bắt đầu in. Nó cũng có 4 byte cài đặt để in.
| Payload Byte | Kiểu           | Giá trị tiêu biểu | Ghi chú                                                 |
| ------------ | -------------- | ----------------- | ------------------------------------------------------- |
| 0            | không xác định | 0x1               |                                                         |
| 1            | Lề in          | ?                 | Nibble cao cho căn lề trên. Nibble thấp cho căn lề dưới |
| 2            | Bảng màu       | 0xE4              |                                                         |
| 3            | Độ bền đầu in  | ?                 | Giá trị 7 bit                                           |

#### Yêu cầu (0x0F)
- Kích thước tải trọng điển hình = 0

Được sử dụng để kiểm tra byte trạng thái máy in. Điều này có thể để kiểm tra xem có đủ dữ liệu trong bộ đệm máy in để bắt đầu in trơn tru hay máy in hiện đang in hay không.

### Trạng thái máy in Reply Byte
| Bit X | Trạng thái Byte Bit Vị trí Ý nghĩa |
| ----- | ---------------------------------- |
| Bit 7 | Pin quá yếu                        |
| Bit 6 | Lỗi khác                           |
| Bit 5 | Kẹt giấy                           |
| Bit 4 | Lỗi gói dữ liệu                    |
| Bit 3 | Dữ liệu chưa được xử lý            |
| Bit 2 | Dữ liệu hình ảnh đã đầy            |
| Bit 1 | Máy in bận                         |
| Bit 0 | Kiểm tra lỗi                       |

## Sử dụng đến nay
Mad Catz và XChanger đã bán một bộ kit cho phép người dùng kết nối Game Boy với PC và in ảnh bằng máy in của PC. Những nhà sưu tập đồ chơi ngoài nước Anh cũng có thể tự làm cáp để tải ảnh lên máy tính. Cần có trình giả lập Máy in Game Boy để Game Boy giao tiếp với PC sau khi liên kết qua cáp. Giấy của Máy in Game Boy cũng đã ngừng sản xuất và các cuộn giấy chính hãng loại có thể in ra hình ảnh đáng tin cậy đang trở nên khó tìm hơn. Giấy cảm nhiệt thông thường, chẳng hạn như loại được sử dụng cho thiết bị bán hàng máy POS, có thể được cắt theo chiều rộng thích hợp và sử dụng tốt với Máy in Game Boy.
Hệ thống sẽ in thông báo hiển thị "Xin chào" nếu bật trong khi giữ nút nguồn cấp dữ liệu. Theo sách hướng dẫn, điều này dùng để kiểm tra xem máy in có hoạt động bình thường hay không. Thay vì sử dụng sáu pin AA (mỗi pin 1,5 vôn) cho máy in, có thể sử dụng một pin 9V duy nhất nếu được nối dây đúng cách, vì máy in yêu cầu 9V DC.